# Wacław Machnicki (1898–1978)
Wacław Machnicki (ur. 24 lipca 1898 w Gałęzewie, zm. 15 maja 1978 w Poznaniu) – sierżant Wojska Polskiego, kawaler Orderu Virtuti Militari, powstaniec wielkopolski.

## Życiorys
Urodził się w rodzinie Stanisława, rolnika i Anny z Zarembów. Uczył się fachu ślusarza w szkole zawodowej w Chodzieży.
6 stycznia 1919 przystąpił do walczących w powstaniu wielkopolskim i otrzymał przydział do kompanii margonińskiej, a następnie do 1 kompanii poznańskiej (przemianowanej w późniejszym okresie na 11 kompanię 4 pułku Strzelców Wielkopolskich). Do końca lipca 1919 r. uczestniczył w walkach o wyzwolenie terenów Wielkopolski . Od sierpnia 1919 roku brał udział w wojnie polsko-bolszewickiej, podczas której wyróżnił się odwagą w dniu 16 sierpnia 1920 r. przy akcji zdobywania radzieckiego pociągu pancernego w trakcie walk na odcinku Garwolin – Mińsk Mazowiecki. Za wykazane w tej akcji męstwo został odznaczony Krzyżem Srebrnym Orderu Virtuti Militari.
W Wojsku Polskim służył do roku 1927 awansując do stopnia sierżanta. W stan spoczynku przeszedł jako inwalida wojenny. Następnie pracował w poznańskich wojskowych zakładach samochodowych. We wrześniu 1939 roku wziął udział w walkach pod Kutnem i Łowiczem jako żołnierz kolumny samochodowej Oddziału II Sztabu . Następnie został zagarnięty do sowieckiej niewoli, z której udało mu się zbiec i w listopadzie tegoż roku powrócić do Poznania. Po zakończeniu II wojny światowej prowadził własną firmę przewozową. Zmarł w Poznaniu i pochowany został na tamtejszym cmentarzu w Junikowie (pole: 9, kwatera: 5, rząd: G, miejsce: 41).
Pierwszą żoną Wacława Machnickiego była Anna z domu Wrzeszcz (1898–1924). W 1924 ożenił się ze Stefanią z Kuczmów, z którą miał córki Krystynę i Janinę oraz syna Zdzisława.

## Ordery i odznaczenia
- Krzyż Srebrny Orderu Virtuti Militari nr 3349 – 3 lutego 1922[4][5]
- Krzyż Walecznych dwukrotnie[6]
- Wielkopolski Krzyż Powstańczy[1]